# エイメリー
Amerie（エイメリー、本名：Amerie Mi Marie Rogers、1980年1月12日 - ）は、アメリカマサチューセッツ州出身のR&Bシンガーである。モデルや女優としても活動している。

## 人物
- マサチューセッツ州フィッチバーグで、アフリカン・アメリカンの父と、韓国人の母との間に生まれる。父は軍人で、そのためエイメリーは家族とともにドイツ、韓国、アラスカなどを渡り歩いた。
- 妹はAngela Rogersといい、彼女は現在エイメリーの弁護士を勤めている。
- 2000年にジョージタウン大学を卒業。
- 自身の名前のタトゥーをハングル文字で腰の辺りに彫っている（1 thingのミュージックビデオで確認できる）。
- 2010年 Ameriie に改名

## ディスコグラフィ
- All I Have (2002)
- Touch (2005)
- Because I Love It (2007)
- In Love & War (2009)
- Cymatika Vol. I (2013)

EP's
- The Prelude... (2013)